# آنتسیو (فیلم)
آنتسیو (انگلیسی: Anzio) فیلمی به کارگردانی ادوارد دمیتریک است که در سال ۱۹۶۸ منتشر شد.

## بازیگران
- رابرت میچام
- رابرت رایان
- پیتر فالک
- آرتور کندی
- ارل هالیمن
- مارک دیمون
- آنتونی استیل
- پاتریک مگی
- جانکارلو جانینی
- آرتور فرانتس
- رنی سانتونی
- توماس هانتر
- تیبریو میتری
- هربرت فوکس